# 杨怀
杨怀（2世纪—212年），东汉末年益州牧刘璋部下名将、白水军督。

## 生平
建安十六年（211年）十二月，刘璋担心被丞相曹操所攻，在别驾从事张松和军议校尉法正建议下迎接占有荆州的左将军刘备入益州为援，让刘备督白水军。次年十二月，刘备正屯兵葭萌关时，部下军师中郎将庞统提到杨怀、高沛是刘璋名将，各自握有强兵，据守白水关头，且听闻二将数次上笺表劝谏刘璋打发刘备回荆州。庞统并为刘备规划上、中、下三策取益州，中策就是由刘备告诉二将荆州有急事欲回救，并收拾行装装作要回荆州的样子，二将服刘备英名，又喜刘备离开，肯定乘轻骑来见刘备，正好拿下他们，进而夺取他们的军队杀向成都。刘备采纳了中策。正逢曹操攻打刘备的盟友会稽太守孙权，孙权求救于刘备。刘备于是写信给刘璋说要救孙权，请求增兵一万及军粮，刘璋只答应给四千兵，其余都给一半。刘备因而激怒其众说刘璋吝啬。张松不知刘备用意，对刘备和法正说：“如今大事就要做好了，为何舍此而去！”张松兄广汉太守张肃担心被牵连，揭发张松，刘璋捕杀张松并给守关诸将下达文书，命不得放刘备通关。刘备大怒，召刘璋白水军督杨怀、高沛，责二人无主客之礼，斩之，勒兵径至关头，合并了他们的军队，进据涪城，进军成都，所向披靡。
《太平御览·三百四十六》引《零陵先贤传》有不同的记载：刘璋请刘备入益州，杨怀数次进谏，刘备设宴请刘璋子刘纬及杨怀。酒酣，刘备见杨怀佩有匕首，就拿出自己的匕首说：“将军匕首好，孤也有，可以看看吗？”杨怀把匕首给刘备。刘备得匕首，对杨怀说：“你小子，为何敢离间我兄弟之好！”杨怀大骂，未完，刘备斩之。卢弼《三国志集解》认为据《先主传》，刘备已在白水关斩杀杨怀、高沛，不可能再和刘璋会晤，《零陵先贤传》的记载存疑。但其實《零陵先贤传》只是追述過往劉備會晤劉璋的事情，並不是劉備會見劉璋后就立即殺死楊懷。

## 演义形象
刘备入益州后，益州众将劝刘璋令大将紧守各处关隘，以防刘备兵变。刘璋起初不从，后因众人苦劝，就令杨怀、高沛守把涪水关。后来刘备以救孙权为名索要精兵三、四万，行粮十万斛，使者路过涪水关，二将得知，就安排高沛守关，杨怀与刘备使者同入成都呈上书信，刘璋看完了，问杨怀为何也同来，杨怀说：“专为此书而来。刘备自从入川，广布恩德以收民心，其意很不善。如今索求军马钱粮，切不可给他。如若相助，是给火添柴。”刘璋虽然不肯不助刘备，但因刘巴、黄权也劝谏，就拨老弱军四千、米一万斛，发书信遣使回报刘备，且仍令杨怀、高沛紧守关隘。庞统向刘备所献中策为擒杀二将，先夺取涪水关、涪城，再杀向成都。刘备写信辞行后提兵回涪城，先令人报上涪水关，请杨怀、高沛出关告别。二将闻报商议，高沛建议分别携带利刃趁送行刺杀刘备，绝刘璋后患，杨怀认为此计大妙，二将只带随行二百人，出关送行，其余都留在关上。刘备军到涪水上，庞统在马上对他说：“杨怀、高沛若欣然而来，可提防他们；若不来，就起兵径取涪水关，不可迟缓。”正说间，忽起一阵旋风吹倒马前“帅”字旗，庞统说这是杨怀、高沛二人必有行刺之意的警报，应该提防。于是刘备身披重铠自佩宝剑防备。人报杨、高二将前来送行。刘备令军马歇定。杨怀、高沛各藏利刃带二百军兵牵羊送酒直至刘备军前，以为刘备无备，心中暗喜，以为刘备中计，入到帐下，见刘备正与庞统坐于帐中，声言有薄礼相送，进酒劝刘备。刘备说：“二将军守关不易，当先饮此杯。”二将饮酒后，刘备以有密事与二将商议为由将二将带来的二百人都赶出中军，叱帐后刘封、关平出来捉拿二将，各捉住一人。刘备喝斥二将同谋离间自己与刘璋同宗兄弟亲情，庞统叱左右搜二将身，果然都搜出利刃一口，就喝令斩杀二人，刘备犹豫未决，庞统说：“二人本意欲杀吾主，罪不容诛。”于是叱刀斧手在帐前斩杀杨怀、高沛。黄忠、魏延也按庞统先期部署全数抓住二百从人。刘备唤他们入内，各自赐酒压惊，说杨怀、高沛离间兄弟又身藏利刃行刺所以诛戮，二百人无罪，不必惊疑，二百人都拜谢，并答应庞统先行引路带刘备军取关。二百人到关下叫道：“二将军有急事回，可速开关。”城上听得是自家军，就打开关门，于是刘备大军一拥而入，兵不血刃得了涪关，守军皆降。刘璋听闻刘备杀了杨、高二将，袭了涪水关，大惊，于是聚文武问退兵之策。